# A Garrida (Carballo)
A Garrida es una entidad de población española situada en la parroquia de Berdillo, del municipio de Carballo, en la provincia de La Coruña, Galicia.

## Historia
La localidad es mencionada como Garrida en el Diccionario geográfico-estadístico-histórico de España y sus posesiones de ultramar de Pascual Madoz.

## Demografía
| Gráfica de evolución demográfica de A Garrida entre 2019 y 2022 |
|                                                                 |
| Datos según el nomenclátor publicado por el INE.                |